# Lisa Rinna
Lisa Deanna Rinna (Medford, Oregon, 1963. július 11. –) amerikai színésznő és televíziós személyiség.

## Élete
Mikor 22 éves volt, 1985-ben megjelent a John Parr videóklipjében a Naughty Naughty című számban. Később 1990-ben szerepet kap a The Hogan Family című sorozatban, amelyben a Jason Bateman barátnőjét kellett eljátszania. Az NBC tévécsatornán vetített Days of our Lives (1992-1995) című sorozatban való szereplése miatt lett népszerű.
Később áttért az 1996-1998 között készült Melrose Place című sorozatra, amelyet Aaron Spelling rendezett, s itt Taylor McBride-t alakította.

## Magánélete
1997-ben házasodott össze Harry Hamlinnel. Két lányuk született: Delilah Belle (1998) és Amelia Gray (2001).
Férjével még 2 közös tévés megjelenésük volt, a Veronica Mars sorozat (2004) és a Sex, Lies & Obsession tévéfilm (2001).
Rinnának van egy saját ruhaboltja kaliforniában, mely Belle Gray néven fut.

## Filmjei
- Veronica Mars (2004)
- Eltanácsolt tanácsadó (2001)
- Oh, Baby (2001)
- Sex, Lies & Obsession (2001)
- Another Woman’s Husband (2000)
- Nick Fury - Zűrös csodaügynök (1998)
- A veszély közelében (1997)
- Danielle Steel: Az eltűnt (1995)
- Melrose Place (1992)